# Streptococcus viridans
Streptococcus viridans este o specie de bacterie Gram-pozitive din genul Streptococcus, comensală, care produce o  colorație verde în cultură microbiologică.